# Jaén (stacja kolejowa)
Jaén – stacja kolejowa w Jaén, we wspólnocie autonomicznej Andaluzja, w prowincji Jaén, w Hiszpanii. Jest to stacja końcowa, znajdująca się na Plaza de Jaén por la Paz, przy Paseo de la Estación.
Kończy się tu linia A2 pociągów Media Distancia Renfe.